# Katarina Breznik
Katarina Breznik (ur. 19 maja 1977 w Lublanie) – słoweńska narciarka alpejska, trzykrotna medalistka mistrzostw świata juniorów.

## Kariera
Pierwszy raz na arenie międzynarodowej Katarina Breznik pojawiła się w 1994 roku, startując na mistrzostwach świata juniorów w Lake Placid. Zajęła tam 25. miejsce w zjeździe i 30. miejsce w gigancie. Jeszcze dwukrotnie startowała w imprezach tego cyklu, najlepsze wyniku osiągając podczas mistrzostw świata juniorów w Schwyz w 1996 roku. Wywalczyła tam srebrny medal w supergigancie, rozdzielając na podium Sylviane Berthod ze Szwajcarii oraz Niemkę Elisabeth Brandner. Dzień później zajęła trzecie miejsce w gigancie, przegrywając tylko z Włoszką Karen Putzer i Austriaczką Seliną Heregger. Na koniec wywalczyła także brązowy medal w kombinacji, w której wyprzedziły ją Selina Heregger i Sylviane Berthod.
W zawodach Pucharu Świata zadebiutowała 21 listopada 1996 roku w Park City, gdzie nie zakwalifikowała się do drugiego przejazdu giganta. Nigdy jednak nie zdobyła punktów do klasyfikacji generalnej. Startowała głównie w zawodach Pucharu Europy, najlepsze wyniki osiągając w sezonie 1997/1998, kiedy była trzecia w klasyfikacji giganta. Nie startowała na mistrzostwach świata ani igrzyskach olimpijskich. W 2000 roku zakończyła karierę.

## Osiągnięcia

### Mistrzostwa świata juniorów
| Miejsce | Dzień     | Rok  | Miejscowość | Konkurencja | Czas biegu  | Strata     | Zwyciężczyni     |
| ------- | --------- | ---- | ----------- | ----------- | ----------- | ---------- | ---------------- |
| 25.     | 9 marca   | 1994 | Lake Placid | Zjazd       | 1:27,50 min | +2,54 s    | Mélanie Suchet   |
| 30.     | 13 marca  | 1994 | Lake Placid | Gigant      | 2:19,29 min | +10,11 s   | Mélanie Turgeon  |
| 37.     | 16 marca  | 1995 | Voss        | Zjazd       | 1:26,23 min | +3,89 s    | Sylviane Berthod |
| 34.     | 18 marca  | 1995 | Voss        | Slalom      | 1:22,12 min | +9,87 s    | Marlies Oester   |
| 27.     | 20 marca  | 1995 | Voss        | Gigant      | 2:02,46 min | +7,69 s    | Karin Roten      |
| 11.     | 27 lutego | 1996 | Schwyz      | Zjazd       | 1:34,10 min | +1,89 s    | Selina Heregger  |
| 2.      | 28 lutego | 1996 | Schwyz      | Supergigant | 1:31,50 min | +1,21 s    | Sylviane Berthod |
| 3.      | 29 lutego | 1996 | Schwyz      | Gigant      | 2:07,15 min | +2,83 s    | Karen Putzer     |
| 10.     | 2 marca   | 1996 | Schwyz      | Slalom      | 1:43,79 min | +3,06 s    | Sandra Hälldahl  |
| 3.      | 2 marca   | 1996 | Schwyz      | Kombinacja  | 45,77 pkt   | +12,77 pkt | Selina Heregger  |

### Puchar Europy

#### Miejsca w klasyfikacji generalnej
- sezon 1997/1998: ?
- sezon 1999/2000: 48.